# Biscayayxa

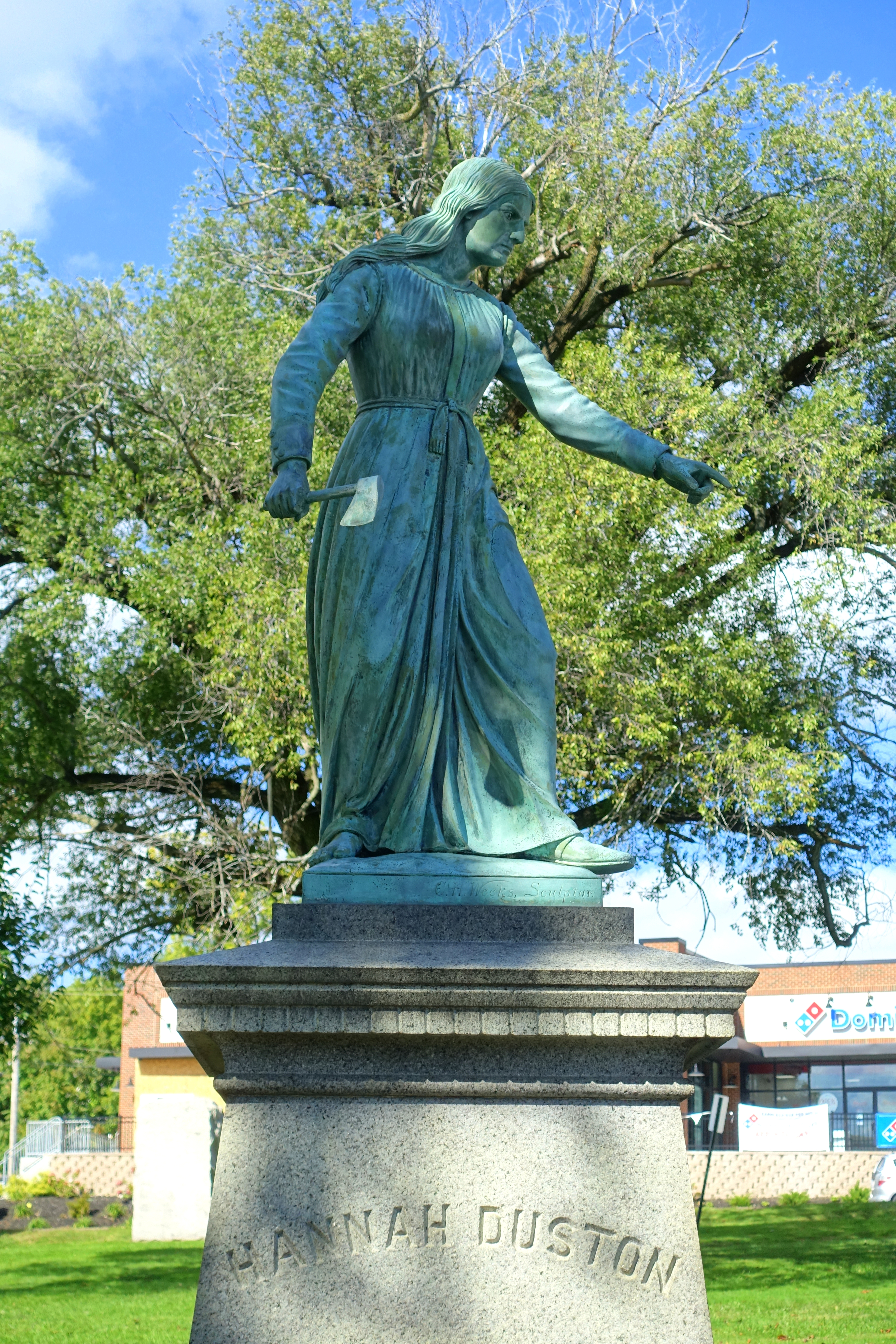
Biscayayxa i handen på den engelska nybyggarhustrun Hannah Duston från Haverhill i nuvarande Massachusetts i USA på en staty i Haverhill

Biscayayxa var en handyxa av täljyxetyp, som utgjorde en viktig handelsvara i dåvarande Franska Nordamerika. 
Den var ursprungligen en skeppsyxa som användes på fartyg från hamnar vid Biscayabukten i spanska Baskien och sydvästra Frankrike vid Nya tidens början. Namnet anses komma ifrån att yxorna var smidda av smidesjärn som kom från Baskien. Yxorna var smidda i första hand i Bayonne och dess omgivning i franska Baskien.
Biscayayxan utvecklades till att bli en fransk exportprodukt till de franska kolonierna i Nordamerika för främst pälshandeln med indianerna i nuvarande Kanada. Yxan hade ingen marknad i Europa, där det efterfrågades en kraftigare yxa för att fälla träd och klyva trä. Den passade i stället bra för indianerna i nordöstra Nordamerika, som levde ett halvnomadiskt liv och främst använde yxor för avverkning av klenare virke, kvistning och styckning av större djur som amerikanska älgar. Inom indiankulturer i Nordamerika var metallbearbetning inte känd, utan dess yxor hade tidigare varit stenyxor. Det dröjde också fram till första hälften av 1700-talet, innan en betydande inhemsk fabrikation av smidesprodukter kom igång i Franska Nordamerika. Därför blev importerade smidda yxor en första klassens handelsvara för européerna i Nordamerika, vilken främst byttes mot pälsar av bäver och andra djur.
När de första emigranterna från norra Europa kom till södra USA 1607 och till norra USA 1622 kom de i kontakt med indianer, som redan använde smidda järnyxor.  
Handeln med europeiska skeppsyxor i Amerika hade kommit igång tidigt under spanjorernas kolonisation av Amerika. Det finns belägg för att den spanske konkvistadoren Hernando de Soto 1540 stötte på biscayayxor. Det antas att dessa kom från Lucas Vásquez de Ayullóns kortlivade spanska koloni San Miguel de Gualdape i nuvarande Georgia 1526. Spanska och franska fiskeflottor sålde också yxor vid expeditioner till New Foundland från mitten av 1500-talet. 
En exportindustri för yxsmide, främst i och omkring Bayonne, uppstod på 1600-talet. Yxtypen var så populär att Hudson Bay Company organiserade tillverkning i engelska smedjor av kopierade franska yxor.

## Utseende
En biscayayxa hade ett yxhuvud som smiddes med en vikt på ungefär 450 gram–ungefär 675 gram. Yxhuvudets öga var avlångt i formen, ungefär som ett något tillplattat ägg. Yxhuvudets övre kant är rakt och vinkelrätt mot skaftet, medan den undre vinklar in från eggen mot ögat, rakt eller i en böj. Eggen var svagt rundad och har en nedfallande profil. Svetsfogen var kort och avslutades ganska nära ögat.

## Ersättning
Hudson's Bay Company började kopiera biscayayxor via smeder i England från omkring 1674 och en period framåt i tiden. 
Biscayayxan som handelsvara i den nordamerikanska pälshandeln kom så småningom utvecklas till att ersättas av en kanadensisk yxa av Hudson’s Bay-typ. Denna var lik i utseendet, men hade ett hammarhuvud på motsatta sida av yxhuvudet mot eggen. Den kom också att så småningom få en egg av hårdare stål insvetsad i yxhuvudet.
Till att just biscayayxan upphörde som handelsvara bidrog också det förhållandet att Frankrike 1763 avträtt Franska Nordamerika till England genom freden i Paris 1763, vilket ledde till nya handelsmönster. Det är oklart om någon handel fortsatte efter början av 1760-talet.

## Dagens biscayayxor
Biscayayxa används fortfarande som beteckning för vissa lättare handyxor (omkring 400 gram – omkring 1,2 kilogram) med liknande urseende och storlek, främst avsedda för friluftsliv.